# Acolastus furthi
Acolastus furthi là một loài bọ cánh cứng trong họ Chrysomelidae. Loài này được Lopatin in Lopatin & Konstantinov miêu tả khoa học năm 1994.